# 아와카와구치역
아와카와구치역(일본어: 阿波川口駅)은 일본 도쿠시마현 미요시시에 있는 시코쿠 여객철도 도산 선의 역이다. 역 번호는 D25이다. 상대식 승강장 2면 2선의 구조를 지닌 지상역이다.

## 타는 곳
| 1 | ■ 도산 선 | (상행) | 아와이케다 방면                 |
| 2 | ■ 도산 선 | (하행) | 오보케 · 도사야마다 · 고치 방면 |

## 이용 현황
| 연도     | 하루 평균 승차 인원 | 연도     | 하루 평균 승차 인원 |
| 1995년도 | 198                 | 2003년도 | 104                 |
| 1996년도 | 189                 | 2004년도 | 102                 |
| 1997년도 | 186                 | 2005년도 | 100                 |
| 1998년도 | 181                 | 2006년도 | 104                 |
| 1999년도 | 175                 | 2007년도 | 90                  |
| 2000년도 | 182                 | 2008년도 | 79                  |
| 2001년도 | 170                 | 2009년도 | 77                  |
| 2002년도 | 159                 |          |                     |
| -------- | ------------------- | -------- | ------------------- |

## 역사
- 1938년 11월 28일 : 개업.
- 1987년 4월 1일 : 민영화에 의해, 시코쿠 여객철도로 이관.

## 인접 정차역
| 시코쿠 여객철도 도산 선   | 시코쿠 여객철도 도산 선 | 시코쿠 여객철도 도산 선 |
| ------------------------- | ----------------------- | ----------------------- |
| D 24 이야구치 다도쓰 방면 | 도산 선                 | 고보케 D 26 고치 방면   |